# 周慎
周慎（2世紀—？），漢陽人，東漢末年豫州刺史、盪寇將軍。曾隨張溫與董卓、孫堅等一起征伐邊章、韓遂。

## 生平
中平二年（185年），當時的車騎將軍張溫與副將執金吾袁滂討伐胡人北宮伯玉。當時封董卓為破虜將軍，與蕩寇將軍周慎同為張溫部下。參軍從事孫堅則為周慎部下。
張溫領兵十餘萬駐紮美陽，與邊章、韓遂等會戰，董卓與周慎奉命西征討叛賊，周慎圍邊章、韓遂於金城。董卓語張溫，求引本部兵馬作周慎後方駐紮。張溫不聽。董卓認為當時形勢周慎必定不能破金城。張溫又使董卓攻打先零叛羌，張溫以為西方可一時平定。董卓知道不能平定又不能制止，韓遂退走金城，留下別部司馬劉靖將步騎四千兵馬屯安定，以為聲勢。叛羌便還，欲截歸道，俘虜說安定有兵數萬人，董卓小戰一仗就離開，害怕安定有兵數萬人，而不知道是只有劉靖四千兵馬。
十一月，當夜有流星如火，光長十餘丈，照邊章、韓遂營中，驢馬盡鳴。賊以為不祥，欲歸金城。董卓聞之喜，明日，乃與右扶風鮑鴻等一齊進攻，大破之，斬首數千級。邊章、韓遂敗走榆中，張溫乃遣周慎將三萬人追擊。孫堅對周慎說：「邊章、韓遂城中無糧草，當糧食外運。孫堅願得萬人斷其運道，将军（指周慎）以二萬兵馬作後方支援，邊章、韓遂害怕周慎主力兵馬，不敢輕與孫堅戰。若邊章、韓遂走入羌中，并力討之，則涼州或能平定。」周慎不從，引軍圍榆中城。周慎獨自進攻金城，壞其外垣，馳使語张溫，自以克在旦夕，張溫時亦自以計中也。而叛軍外族真的切斷葵園狹，周慎反被斷運糧道，棄輜重敗走。
子周毖。